# Монтеміньяіо
Монтеміньяіо (італ. Montemignaio) — муніципалітет в Італії, у регіоні Тоскана,  провінція Ареццо.
Монтеміньяіо розташоване на відстані близько 220 км на північ від Рима, 31 км на схід від Флоренції, 36 км на північний захід від Ареццо.
Населення — 547 осіб (2014).
Щорічний фестиваль відбувається 18 квітня. 

## Демографія
Населення за роками:

Станом на 1 січня 2023 року в муніципалітеті офіційно проживало 59 іноземців з 14 країн, серед них 28 громадян країн Євросоюзу.

## Сусідні муніципалітети
- Кастель-Сан-Нікколо
- Пелаго
- Пратовеккьо-Стія
- Реджелло
- Руфіна